# Tradescantia burchii
Tradescantia burchii är en himmelsblomsväxtart som beskrevs av David Richard Hunt. Tradescantia burchii ingår i släktet båtblommor, och familjen himmelsblomsväxter. Inga underarter finns listade.